# سباق الجائزة الكبرى للدراجات النارية موسم 2009
سباق الجائزة الكبرى للدراجات النارية موسم 2009 كان النسخة الـ 61 من بطولة العالم التي نظمها الاتحاد الدولي للدراجات النارية. تكون الموسم من 17 سباقا بدأ بجائزة قطر الكبرى للدراجات النارية 2009 في 12-13 أبريل وانتهى بجائزة بلنسية الكبرى للدراجات النارية 2009 في 8 نوفمبر.

## النتائج
| الجولة | التاريخ     | الجائزة الكبرى                | الحلبة                           | الفائز بفئة 125 سي سي  | الفائز بفئة 250 سي سي  | الفائز بفئة الموتو جي بي | التقرير |
| ------ | ----------- | ----------------------------- | -------------------------------- | ---------------------- | ---------------------- | ------------------------ | ------- |
| 1      | 12–13 أبريل | جائزة قطر الكبرى              | حلبة لوسيل الدولية               | أندريا يانوني          | هيكتور باربيرا         | كيسي ستونر               | التقرير |
| 2      | 26 أبريل    | جائزة اليابان الكبرى          | حلبة موتيجي                      | أندريا يانوني          | ألفارو باوتيستا        | خورخي لورنزو             | التقرير |
| 3      | 3 مايو      | جائزة إسبانيا الكبرى          | حلبة خيريز                       | برادلي سميث            | هيروشي أوياما          | فالنتينو روسي            | التقرير |
| 4      | 17 مايو     | جائزة فرنسا الكبرى            | حلبة دي لا سارث                  | جوليان سيمون           | ماركو سيمونسيلي        | خورخي لورنزو             | التقرير |
| 5      | 31 مايو     | جائزة إيطاليا الكبرى          | حلبة موجيلو                      | برادلي سميث            | ماتيا باسيني           | كيسي ستونر               | التقرير |
| 6      | 14 يونيو    | جائزة كتالونيا الكبرى         | حلبة دي كاتلونيا                 | أندريا يانوني          | ألفارو باوتيستا        | فالنتينو روسي            | التقرير |
| 7      | 27 يونيو    | كأس هولندا السياحية           | حلبة أسن تي تي                   | سيرجيو غاديا           | هيروشي أوياما          | فالنتينو روسي            | التقرير |
| 8      | 5 يوليو     | جائزة الولايات المتحدة الكبرى | حلبة لاغونا سيكا                 | لم يقم سباق لهذه الفئة | لم يقم سباق لهذه الفئة | داني بيدروسا             | التقرير |
| 9      | 19 يوليو    | جائزة ألمانيا الكبرى          | ساتشسينرينج                      | جوليان سيمون           | ماركو سيمونسيلي        | فالنتينو روسي            | التقرير |
| 10     | 26 يوليو    | جائزة بريطانيا الكبرى         | دونينجتون بارك                   | جوليان سيمون           | هيروشي أوياما          | أندريا دوفيزيوسو         | التقرير |
| 11     | 16 أغسطس    | جائزة التشيك الكبرى           | حلبة برنو                        | نيكولاس تيرول          | ماركو سيمونسيلي        | فالنتينو روسي            | التقرير |
| 12     | 30 أغسطس    | جائزة إنديانابوليس الكبرى     |                                  | بول إسبارغارو          | ماركو سيمونسيلي        | خورخي لورنزو             |         |
| 13     | 6 سبتمبر    | جائزة سان مارينو الكبرى       | حلبة ميزانو الدولية              | جوليان سيمون           | هيكتور باربيرا         | فالنتينو روسي            | التقرير |
| 14     | 4 أكتوبر    | جائزة البرتغال الكبرى         | حلبة إستوريل                     | بول إسبارغارو          | ماركو سيمونسيلي        | خورخي لورنزو             | التقرير |
| 15     | 18 أكتوبر   | جائزة أستراليا الكبرى         | حلبة الجائزة الكبرى بجزيرة فيليب | جوليان سيمون           | ماركو سيمونسيلي        | كيسي ستونر               | التقرير |
| 16     | 25 أكتوبر   | جائزة ماليزيا الكبرى          | حلبة سيبانغ الدولية              | جوليان سيمون           | هيروشي أوياما          | كيسي ستونر               | التقرير |
| 17     | 8 نوفمبر    | جائزة بلنسية الكبرى           | حلبة ريكاردو تورمو               | جوليان سيمون           | هيكتور باربيرا         | داني بيدروسا             | التقرير |